# Penzai terület
A Penzai terület (oroszul Пензенская область,tatárul Пе́нза өлкәсе́) az Oroszországi Föderáció tagja. Székhelye Penza. 2010-ben népessége 1 386 186 fő volt. Területe 43 200 km². 
Határos az Uljanovszki területtel, a Szaratovi területtel, a Tambovi területtel, a Rjazanyi területtel és Mordvinfölddel.

## Politikai vezetés
A Penzai terület kormányzója (a vezető titulusa 1999-től): 
- Vaszilij Kuzmics Bocskarjov: 1998. – 2015. május 25-ig.
- Ivan Alekszandrovics Belozercev:

2015. május 25. – 2015. szeptember 21-ig Putyin elnök rendeletével a kormányzói feladatokat ideiglenesen ellátó megbízott.
2015. szeptember 21-től kormányzó (megválasztva, majd 2020-ban újraválasztva)
2021. március 21-én őrizetbe vették egy megvesztegetési büntetőügyben gyanusítottként, és 23-án Putyin elnök menesztette.
- Oleg Vlagyimirovics Melnyicsenko: 2021. március 26. – Putyin elnök rendeletével a kormányzói feladatokat ideiglenesen ellátó megbízott. Kinevezése a következő kormányzóválasztásig szól.[3]

A 2021. szeptember 20-i választáson győzött, és szeptember 28-án mint megválasztott kormányzót beiktatták hivatalába.

## Népesség
| Népek     | 1939-ben          | 1959-ben          | 1970-ben          | 1979-ben          | 1989-ben          | 2002-ben          | 2010-ben          |
| --------- | ----------------- | ----------------- | ----------------- | ----------------- | ----------------- | ----------------- | ----------------- |
| oroszok   | 1 484 913 (86,8%) | 1 311 909 (86,9%) | 1 323 489 (86,2%) | 1 306 093 (86,5%) | 1 296 143 (86,1%) | 1 254 680 (86,4%) | 1 165 668 (86,8%) |
| mordvinok | 132 752 (7,8%)    | 109 442 (7,2%)    | 106 485 (6,9%)    | 95 718 (6,3%)     | 86 370 (5,7%)     | 70 739 (4,9%)     | 54 703 (4,1%)     |
| tatárok   | 64 660 (3,8%)     | 62 224 (4,2%)     | 74 835 (4,9%)     | 78 236 (5,2%)     | 81 307 (5,4%)     | 86 805 (6,0%)     | 86 431 (6,4%)     |
| csuvasok  | 7535 (0,4%)       | 6050 (0,4%)       | 7433 (0,5%)       | 7121 (0,5%)       | 7075 (0,5%)       | 6738 (0,5%)       | 8595 (0,7%)       |

2002-ben a Semisejkai járásban a lakosság 51,6%-a mordvin, a Nyeverkinói járás 50,4%-a tatár, a többi járás orosz többségű. 
Jelentős mordvin kisebbség él még a Kameskiri járásban (az összlakosság 30%-a), a Szosznovoborszki járásban (28,5%), a Besszonovkai járásban (25%), a Lopatyinói járásban (16%), a Belinszkiji járásban (14,4%), a Nyikolszki járásban (13,1%), a Nyizsnyij Lomov-i járásban (10%), a Narovcsati járásban (8%), a Szpasszki járásban (6%), a Gorogyiscsei járásban (5,9%), a Szerdobszki járásban (5,7%), a Kolisleji járásban (5%), a Moksani járásban (4,7%) és a Nyeverkinói járásban (4,5%).
Jelentős tatár kisebbség él még a Gorogyiscsei járásban (31,9%), a Kuznyecki járásban (28%), a Szosznovoborszki járásban (28%), a Kamenkai járásban (22,6%), a Lopatyinói járásban (22%), a Pacselmai járásban (17,6%), a Semisejkai járásban (8,4%), a Nyizsnyij Lomov-i járásban (8%) és a Szerdobszki járásban (5,4%).
Jelentős csuvas kisebbség lakja a Nyeverkinói járást, ahol az összlakosság 24,9%-át adják.

## Városok
- Penza,
- Kuznyeck,
- Zarecsnij

## Járások
A járások neve, székhelye és 2010. évi népessége az alábbi:
| Magyar név              | Orosz név              | Székhely          | Lélekszám |
| ----------------------- | ---------------------- | ----------------- | --------- |
| Basmakovói járás        | Башмаковский район     | Basmakovo         | 23 304    |
| Bekovói járás           | Бековский район        | Bekovo            | 17 531    |
| Belinszkiji járás       | Белинский район        | Belinszkij        | 28 881    |
| Besszonovkai járás      | Бессоновский район     | Besszonovka       | 45 296    |
| Gorogyiscsei járás      | Городищенский район    | Gorogyiscse       | 52 480    |
| Isszai járás            | Иссинский район        | Issza             | 11 157    |
| Kamenkai járás          | Каменский район        | Kamenka           | 62 322    |
| Kameskiri járás         | Камешкирский район     | Russzkij Kameskir | 12 802    |
| Kolisleji járás         | Колышлейский район     | Kolislej          | 26 187    |
| Kuznyecki járás         | Кузнецкий район        | Kuznyeck          | 38 056    |
| Lopatyinói járás        | Лопатинский район      | Lopatyino         | 14 942    |
| Lunyinói járás          | Лунинский район        | Lunyino           | 19 944    |
| Malaja Szerdoba-i járás | Малосердобинский район | Malaja Szerdoba   | 9 824     |
| Moksani járás           | Мокшанский район       | Moksan            | 28 033    |
| Narovcsati járás        | Наровчатский район     | Narovcsat         | 12 069    |
| Nyeverkinói járás       | Неверкинский район     | Nyeverkino        | 16 329    |
| Nyikolszki járás        | Никольский район       | Nyikolszk         | 34 271    |
| Nyizsnyij Lomov-i járás | Нижнеломовский район   | Nyizsnyij Lomov   | 41 974    |
| Pacselmai járás         | Пачелмский район       | Pacselma          | 16 310    |
| Penzai járás            | Пензенский район       | Kondol            | 51 308    |
| Semisejkai járás        | Шемышейский район      | Semisejka         | 17 661    |
| Szerdobszki járás       | Сердобский район       | Szerdobszk        | 54 520    |
| Szosznovoborszki járás  | Сосновоборский район   | Szosznovoborszk   | 17 242    |
| Szpasszki járás         | Спасский район         | Szpasszk          | 13 008    |
| Tamalai járás           | Тамалинский район      | Tamala            | 16 503    |
| Vagyinszki járás        | Вадинский район        | Vagyinszk         | 9 807     |
| Zemetcsinói járás       | Земетчинский район     | Zemetcsino        | 24 674    |